# مارول انترتینمنت
مارول اینترتینمنت (به انگلیسی: Marvel Entertainment) یک شرکت آمریکایی فعال در حوزهٔ سرگرمی است که در سال ۱۹۹۸ تأسیس شد.
این شرکت در سال ۲۰۰۹ توسط والت دیزنی به مبلغ ۴٫۶۴ میلیارد دلار خریداری شد.

مارول اینترتینمنت، LLC (شرکت‌های سابق مارول) یک شرکت سرگرمی آمریکایی است که در ژوئن ۱۹۹۸ تأسیس شد و در شهر نیویورک، نیویورک مستقر است، که از ادغام گروه سرگرمی مارول و Toy Biz تشکیل شد. این شرکت از سال ۲۰۰۹ یکی از زیرمجموعه‌های شرکت والت دیزنی است و عمدتاً به خاطر کمیک های مارول و همچنین تلاش‌هایش در فیلم‌ها و برنامه‌های تلویزیونی/استریمینگ، از جمله مواردی که در دنیای سینمایی مارول (MCU) هستند، شناخته می‌شود. 
در سال ۲۰۰۹، شرکت والت دیزنی مارول اینترتینمنت را به مبلغ ۴ میلیارد دلار خریداری کرد؛ از آن زمان به بعد این شرکت یک شرکت با مسئولیت محدود (LLC) بوده است. برای اهداف گزارشگری مالی، مارول در درجه اول به عنوان بخشی از بخش محصولات مصرفی دیزنی از زمان سازماندهی مجدد مارول استودیو از مارول اینترتینمنت به استودیو والت دیزنی گزارش شده است.
در طول سال‌ها، مارول اینترتینمنت وارد چندین مشارکت و مذاکره با شرکت‌های دیگر در کسب‌وکارهای مختلف شده است. از سال ۲۰۱۹، مارول با سونی پیکچرز از طریق کلمبیا پیکچرز (برای فیلم‌های مرد عنکبوتی) و یونیورسال پیکچرز (حق اولین امتناع از دریافت حقوق پخش برای هر فیلم آینده هالک که توسط استودیو مارول تولید می‌شود) قراردادهای مجوز فیلم امضا کرده است. قراردادهای مجوز پارک با IMG Worlds of Adventure و Universal Parks & Resorts (برای حقوق خاص شخصیت های Marvel در Islands of Adventure و Universal Studios Japan).به غیر از قراردادشان با یونیورسال پارک ها و استراحتگاه ها، شخصیت ها و املاک مارول نیز در دیزنی لند ظاهر شده اند.
مارول اینترتینمنت در ۲ دسامبر ۱۹۸۶ تأسیس شد و شامل مارول کمیک و مارول پروداکشن بود. در آن سال، به عنوان بخشی از انحلال صنایع Cadence به New World Entertainment Ltd فروخته شد. در ۶ ژانویه ۱۹۸۹، مک اندرس و هولدینگ فوربس و رونالد پرلمن، گروه سرگرمی مارول را از New World به قیمت ۸۲٫۵ میلیون دلار خریداری کرد. این معامله شامل مارول پروداکشن نمی شد، که به تجارت تلویزیون و فیلم دنیای جدید تبدیل شد.
پرلمن گفت: «"دیزنی شخصیت های بسیار شناخته شده تر و شخصیت های نرم تری دارد، در حالی که شخصیت های مارول را قهرمانان اکشن می نامند. اما در مارول، اکنون در حال ساخت و بازاریابی شخصیت ها هستیم."»